# Pentax S1a
Pentax S1a (В США продавалась как Honeywell Pentax H1a) — малоформатный однообъективный зеркальный фотоаппарат, производившийся фирмой Asahi Optical с 1962 до 1968 года в чёрном и чёрно-серебристом исполнении. Всего выпущено 135 352 камер этой модели, после чего она была снята с производства.
Модель S1a была, по сути, бюджетным вариантом камеры Pentax SV. Упрощения, внесённые в эту модель были маркетинговым ходом и имели своей целью заполнение более дешевого сегмента рынка. Упрощённый вариант был дешевле приблизительно на 20 %.

## Отличия от камерыPentax SV
Камера комплектовалась обновлённым кит-объективом: «Super-Takumar 55 мм 1:2» с «прыгающей» диафрагмой, закрывающейся до установленного значения при нажатии на спуск. Это позволяло производить наводку на резкость при открытой диафрагме, что упрощало задачу (особенно в условиях недостаточной освещённости). Как и в камере SV с объективом «Super-Takumar 55мм 1:1,8» не требовалось после съёмки вручную открывать диафрагму: она была полностью автоматической. По некоторым источникам, эти объективы оптически ничем не различались.
В соответствиями с рекомендациями завода изготовителя, с камерой нельзя было использовать объективы Auto-Takumar 55 мм f/1.8 с серийными номерами меньше 462500 из-за проблем с корректной работой автоматической диафрагмы.
Как и в SV, выдержки затвора задавались единственным диском на верхней панели камеры. Хотя набор выдержек отрабатываемых затвором остался без изменений: 1/1000, 1/500, 1/125, 1/60, X, 1/30, 1/15, 1/8, 1/4, 1/2, 1 с, T и B — выдержка 1/1000 сек не была отмаркирована на лимбе, но она присутствовала и могла быть выбрана. Но в процессе сборки камеры выдержка 1/1000 не настраивалась и не тестировалась. Кроме того, в угоду низкой стоимости, автоспуск в S1a отсутствовал, и диск вокруг рулетки обратной перемотки выглядел как у камеры S1.
В остальном камера полностью повторяла предшественницу. Внешний вид счётчика отснятых кадров остался таким же, как и в SV: большая его часть была теперь скрыта под центральной частью рычага взвода затвора. Видимым было лишь число, отображающее текущее значение счётчика. Крошечное окно индикатора рядом с кнопкой спуска сигнализировало красным, если затвор был взведён. Это нововведение впервые появилось у фирмы на модели S2 и присутствовало во всех резьбовых моделях, KM, KX, и K1000. Камера имела защиту от двойного экспонирования кадра, взвод механического фокального затвора с горизонтальным ходом матерчатых шторок осуществлялся рычагом, позаимствованным у Asahi Pentax. Сохранилась и пара синхроконтактов FP и X.
В период производства этой камеры стал выпускаться надевающийся поверх пентапризмы компактный экспонометр Asahi Pentax Meter. Для его установки требовалась специальная выемка на диске выдержек (возле выдержки T). Сцепляясь с диском выдержек при помощи выемки на головке выдержек (выемка располагалась напротив маркировки T), экспонометр мог учитывать в расчётах установленную выдержку или, наоборот, задавать её (задавал выдержку фотограф, но с помощью диска на экспонометре и по его подсказке).

## Название камеры
Компания Honeywell была эксклюзивным дистрибьютором Asahi Optical в США с 1959 по 1974 год. В связи с этим все камеры Asahi Optical на территории США продавались под торговой маркой Honeywell, что отражалось в логотипе, нанесённом на фронтальную часть пентапризмы.

## Совместимость
«Asahi Pentax S1a» совместим с любыми объективами с резьбой M37×1 (с помощью адаптера) или M42×1 с рабочим отрезком 45,5 мм.